# Loretánská kaple v Dobříši
Zaniklá Loretánská kaple v Dobříši na Příbramsku se nacházela severně od zámku na místě kostela Nejsvětější Trojice.

## Historie
Loretánská kaple (Santa Casa) byla postavena v 70. letech 17. století, pravděpodobně zároveň s výstavbou původního zámku. Jejím zakladatelem byl majitel dobříšského panství František Maxmilián hrabě Mansfeld. Santa Casa sloužila také jako zámecká kaple a až do jejího zániku se o ni staral zámecký kaplan. Kolem kaple byla na prostranství obdélníkového půdorysu zbudována ohradní zeď, v jejíž východní straně stála zvonice v ose na kratší stranu kaple.
Roku 1704 byl do Lorety pořízen malý nástroj – positiv, který postavil varhanář Ondřej Kokštejn z Příbrami krátce před opravou velkých varhan v původním dobříšském farním kostele Povýšení svatého Kříže. Varhanář Kokštejn pak udržoval positiv v Loretě i varhany v kostele, roku 1714 byl positiv naladěn.
Po požáru zámku roku 1720 došlo v letech 1740 – 1765 k jeho přestavbě a zároveň bylo rozhodnuto o výstavbě nového farního kostela v jeho blízkosti. Roku 1792 byla kaple zbořena a na jejím místě byl postaven barokní farní kostel Nejsvětější Trojice.